# Victor Capoul
Joseph-Amédée-Victor Capoul (Tolosa de Llenguadoc, 27 de febrer de 1839 - Pujaudran, 18 de febrer de 1924), fou un tenor francès.
Alumne del Conservatori de París, que durant molts anys fou el cantant predilecte del públic parisenc. Dotat de figura elegant, de gran distinció en l'escena i traient gran partit de la seva veu d'escàs volum, però agradable i cantant amb gust exquisit, comptà amb el sexe femení com els seus més entusiastes admiradores, al que contribuí i no poc a crear-li la seva reputació preeminentment entre els tenors francesos del seu temps.
Debutà en l'Òpera Còmica el 1861 amb Le Chaet; estrenà després la opereta Vert-Vert, d'Offenbach i Le premiar jour de bonheur, d'Auber, que li valgueren dos sorollosos triomfs i li conquistaren un lloc distingits entre els cantants francesos. Desitjós de fer fortuna ràpidament es dedicà a l'òpera italiana i fou contractat a Nova York, ciutat en la qual despertà gran entusiasme, passant després al Drury Lane, de Londres, en el que, cantant en companyia de la cèlebre Christina Nilsson el Faust, Mignon i Marta, aconseguint grans èxits.
Llavors va recórrer els principals teatres europeus, principalment els de Viena i Rússia, presentant-se en el Teatre Principal (Barcelona) amb el Faust, partitura en la qual si bé demostrà les seves rellevants condicions de cantant i actor, escoltà mostres de desaprovació en emetre algunes notes de falset, recurs que, si bé estava admès dintre de l'escola francesa, no agradà al públic barceloní, a pesar de la facilitat amb què passava de la veu natural a la del cap, que emesa per Capoul resultava molt dolça i agradable. Es presentà de nou davant el públic parisenc el 1873 cantant Marta en el Teatre Italià i després el 1876 en el Teatre Líric, per a crear el rol de Pau en el Paul et Virginie de Victor Massé, en la que va tenir un gran èxit.
El 1878 fundà una escola de cant i declamació i reaparegué en el teatre de la Renaissance (1881) per a estrenar l'òpera Le Saïs de Marguerite Olagnier. Després continuà les seves gires artístiques arreu d'Europa i Amèrica; fou director d'escena (régisseur) de la Gran Òpera de París, durant la direcció de Gaillard, i professor del Conservatori de Nova York, la direcció del qual ocupà més tard. La seva última creació a París, Jocelyn, llibre de A. Silvestre, inspirat en el poema de Lamartine, amb música de Godard, fou un nou èxit per al cèlebre tenor, doncs, si el seu òrgan vocal havia perdut el timbre agradable d'altres temps, demostra ser un cantant i un actor consumat.
Va escriure el llibre de la novel·la dramàtica Clown, amb música de Isaac de Camondo, estrenada amb èxit en el teatre Nou de París, l'abril de 1906.